# .25-20 Winchester

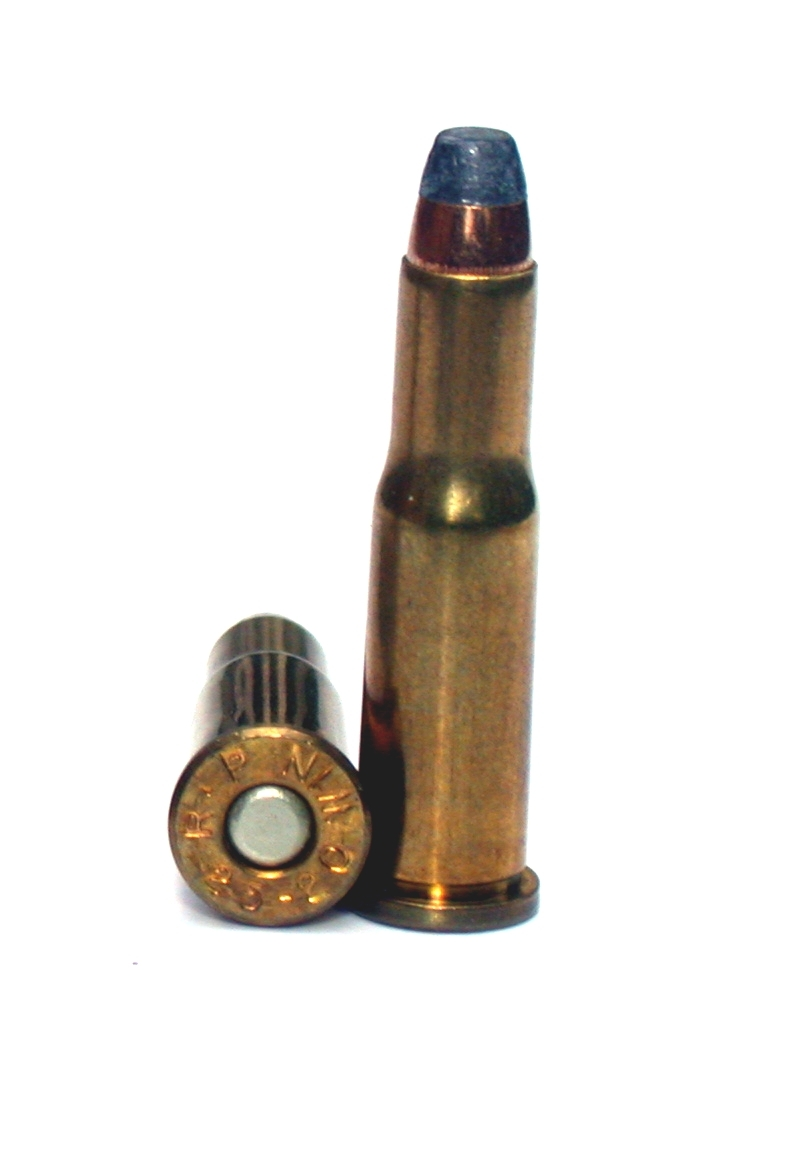
Um .25-20 Winchester.

O .25-20 Winchester, também conhecido como .25-20 WCF (Winchester Center Fire), foi introduzido por volta de 1895 pela Winchester Repeating Arms Company, para o rifle de repetição por ação de alavanca, Winchester Model 1892. Ele foi baseado numa versão do .32-20 Winchester com a boca do estojo mais estreita. 

## Histórico
No início do século 20, ele era um calibre popular para caça de roedores e pequenos animais, desenvolvendo velocidade de saída do cano de 445 m/s com projétil de 5,6 g (86 gr).
Mas dois anos antes, a Marlin Firearms Company, já havia diminuído o .32-20 Winchester, chamando-o de .25-20 Marlin. Ele foi utilizado primeiramente no Marlin Model 1889, muito antes da Winchester fazer a mesma coisa colocando sua marca no .25-20.